# Cartas Zener

Cartas zener

Las cartas Zener son tarjetas o naipes que se utilizan en experimentos de percepción extrasensorial (ESP) o clarividencia. Fueron diseñadas a principios de la década de 1930 por el psicólogo de la percepción Karl Zener (1903–1964) para realizar experimentos con su colega, el parapsicólogo J.B. Rhine (1895–1980). La serie original de experimentos ha sido desacreditada y la replicación ha resultado ser elusiva. 

## Visión general

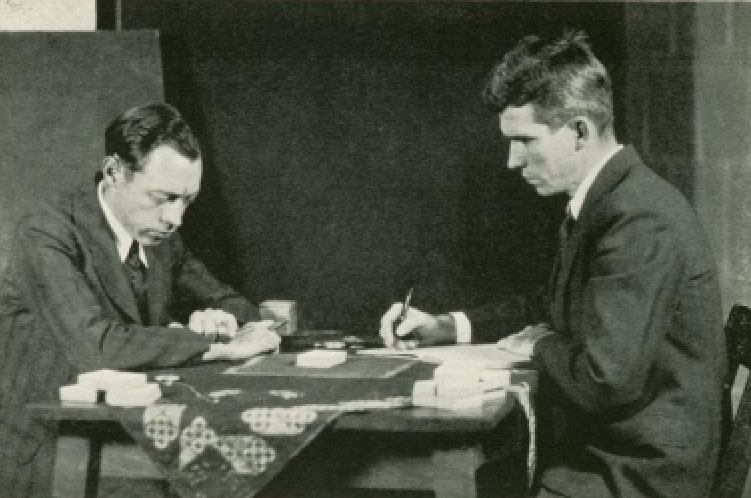
Hubert Pearce con Joseph Banks Rhine.

Las cartas Zener constan de un mazo de veinticinco cartas, cinco de cada símbolo. Los cinco símbolos son: un círculo hueco, un signo "más", tres líneas onduladas verticales, un cuadrado hueco y una estrella hueca de cinco puntas. Son usadas para hacer pruebas de PES (percepción extrasensorial). 
En una prueba de ESP, el experimentador toma una tarjeta en un paquete mezclado, observa el símbolo y registra la respuesta de la persona que está siendo examinada, quien tendría  que adivinar cuál de los cinco diseños está en la tarjeta. El experimentador continúa hasta que se prueban todas las cartas del paquete. 
Malos métodos de barajar pueden hacer que el orden de las cartas en el mazo sea más fácil de predecir y las cartas podrían haber sido marcadas y manipuladas involuntariamente o intencionalmente. En sus experimentos, JB Rhine primero barajaba las cartas a mano pero luego decidió usar una máquina para barajar.
En su libro, The New Apocrypha, John Sladek expresó su incredulidad ante las pruebas declarando: "Es sorprendente que las cartas se hayan elegido para la investigación de la ESP. Son, después de todo, el instrumento de los magos de escenario y los apostadores; pueden ser marcadas y manipuladas de muchas maneras tradicionales. En el mejor de los casos, el barajado de cartas es una mala manera de obtener una distribución aleatoria de símbolos".
Los experimentos de Rhine con tarjetas Zener fueron desacreditados debido a fugas sensoriales o trampas. Tales como la posibilidad del sujeto de leer los símbolos a partir de pequeñas indentaciones en el reverso de las tarjetas y el poder ver y escuchar al experimentador notar las expresiones faciales y los patrones de respiración del mismo.
 

 Terence Hines, profesor de neurología en Pace University ha escrito sobre los experimentos originales: 
 Los métodos que utilizaron los Rhines para evitar que los sujetos obtuvieran pistas e indicios sobre el diseño de las tarjetas distaban de ser adecuados. En muchos experimentos, las cartas se disponían boca arriba, pero escondidas detrás de un pequeño escudo de madera. Varias formas de obtener información sobre el diseño en la tarjeta permanecen incluso en presencia del escudo. Por ejemplo, el sujeto puede a veces ver el diseño en la tarjeta boca arriba reflejada en las gafas del agente. Incluso si el agente no usa lentes, es posible ver el reflejo en su córnea.  
 Una vez que Rhine tomó precauciones adicionales en respuesta a las críticas a sus métodos, no pudo encontrar ningún sujeto que obtuviera puntuaciones altas en las pruebas.
El educador canadiense James Alcock señala que, "A pesar de la confianza de Rhine en que había establecido la realidad de la percepción extrasensorial, no había hecho tal cosa. Problemas metodológicos en sus experimentos eventualmente salieron a la luz y, como resultado, los parapsicólogos ya no realizan estudios de adivinación de cartas y rara vez hacen referencia al trabajo de Rhine".
El químico Irving Langmuir llamó a los experimentos de Rhine un ejemplo de ciencia patológica, la ciencia de las cosas que no lo son, y criticó a sus practicantes no como personas deshonestas sino como personas que se han engañado lo suficiente a sí mismas.
Durante el especial de televisión de James Randi "¡Explorando los poderes psíquicos en vivo!" un psíquico fue puesto a prueba con un mazo de 250 cartas Zener y solo fue capaz de predecir 50 de ellas correctamente, lo cual es el resultado esperado de adivinar las cartas al azar.
En 2016, Massimo Polidoro puso a prueba a una madre y una hija italianas que afirmaban una tasa de éxito psíquico superior al 90% utilizando tarjetas Zener. Al poner restricciones para que no pudieran verse las caras y utilizar un método de escritura silenciosa, su tasa de éxito disminuyó a algo no mejor que simple azar. Las mujeres eran conscientes del hecho de que requerían contacto visual para lograr la transmisión de los símbolos diciendo: "Este tipo de comprensión es tan natural para nosotras, toda esta atención nos es muy sorprendente. No hay trucos, pero seguramente nos comprendemos la una a la otra con miradas. Siempre pasa".

## Estadística
Los resultados de muchas pruebas que utilizan tarjetas Zener se ajustan a una distribución normal típica. 
la probabilidad predice los siguientes resultados para una prueba de 25 preguntas con cinco respuestas posibles si el azar está operando: 
1. La mayoría de las personas (79%) obtendrán entre 3 y 7 respuestas correctas (la probabilidad es un cálculo más preciso).
2. La probabilidad de adivinar 8 o más correctamente es del 10.9% (en un grupo de 25, puede esperar varias puntuaciones en este rango por casualidad).
3. Las posibilidades de obtener 15 respuestas correctas son aproximadamente de 1 en 90,000.
4. Adivinar 20 de 25 tiene una probabilidad de alrededor de 1 en 5,000,000,000.
5. Adivinar los 25 correctos tiene una probabilidad de (.2)=3.3x10, o aproximadamente 1 en 300,000,000,000,000,000.[15]

En lugar de aplicar la navaja de Ockham y aceptar la hipótesis nula para resultados nulos o negativos, la parapsicología ha inventado muchas construcciones ad hoc para explicar y negar el fracaso, por ejemplo:
1. El efecto psi-experimenter: La influencia de las habilidades psi (o la falta de ellas) de ciertos experimentadores, que tienen un efecto positivo o negativo en los resultados.
2. El efecto oveja-cabra: se observa que los creyentes en los fenómenos psi tienen más probabilidad de informar resultados positivos en los experimentos.
3. El efecto de falta de psi: se invoca cuando los resultados se desvían de forma estadísticamente significativa en la dirección no predicha.
4. El efecto de disminución o decline: la regresión a la media en el tiempo se toma como una propiedad psi en lugar de una eventualidad estadística.